# ロベルト・ジェフェルソン

ロベルト・ジェフェルソン・モンテイロ・フランシスコ（Roberto Jefferson Monteiro Franciscoborn、1953年6月14日 - ）は、ブラジルの政治家。